# Рижская Пустошь
Ри́жская Пу́стошь — упразднённая деревня на территории Морозовского городского поселения Всеволожского района Ленинградской области.

## Географическое расположение
Раполагалась в юго-восточной части района к северу от посёлка имени Морозова и к востоку от автодороги А120 (Санкт-Петербургское северное полукольцо, бывшая 41А-189 «Магистральная» (Р21 — Васкелово — А121 — А181)).

## История
Первое картографическое упоминанание деревни — селение Griska на шведской карте Ингерманландии 1704 года.
Она же как селение Гриска  упоминается в 1705 году на «Географическом чертеже Ижорской земли» Адриана Шонбека.
Затем в 1792 году как деревня Риская  обозначена на карте Санкт-Петербургской губернии прапорщика Н. Соколова.
На Плане генерального межевания Шлиссельбургского уезда упоминается как деревня Рижская.
В начале 1880-х годов имение Рижская Пустошь принадлежало статскому советнику, барону В. А. Ренненкампфу.
В 1882 году, согласно материалам по статистике народного хозяйства Шлиссельбургского уезда, имение Пустошь Рижская площадью 35 десятин за 1000 рублей купил мещанин А. В. Статулевич. В том же году в окрестностях дачи Рижская Пустошь началось строительство Шлиссельбургского порохового завода.
По данным 1889 года в имении у А. В. Статулевича числились 2 лошади и 2 коровы. Хозяйство он вёл сам, дополнительно арендовал 8 десятин покоса.

РИЖСКАЯ ПУСТОШЬ (дача Статулевича) — усадьба, при Чёрной речке 1 двор, 2 м. п., 2 ж. п., всего 4 чел. (1896 год)

После постройки завода, рядом с деревней располагались пороховые погреба.
После 1917 года хутор Рижская Пустынь числился в составе деревни Шереметьевка Шереметьевского сельсовета Колтушской волости Шлиссельбургского уезда.
По административным данным 1933 года деревня Рижская Пустошь относилась к Чернореченскому сельсовету Ленинградского Пригородного района.

Рижская Пустошь на карте 1939 года

На картах 1939 года обозначалась как Рижская Пустоша или Рижская Пустошка без указания количества дворов.
В послевоенные годы на картах и в переписях населения не упоминалась.